# Aristolochia thibetica
Aristolochia thibetica Duch. – gatunek rośliny z rodziny kokornakowatych (Aristolochiaceae Juss.). Występuje endemicznie w środkowych i południowych Chinach, w prowincjach Junnan oraz Syczuan.

## Morfologia
PokrójKrzew o pnących, kanciastych i owłosionych pędach.
LiścieMają podłużnie owalny kształt. Mają 5–10 cm długości oraz 2–4 cm szerokości. Są mniej lub bardziej owłosione. Nasada liścia ma sercowaty lub ucięty kształt. Z zaokrąglonym lub spiczastym wierzchołkiem. Ogonek liściowy jest owłosiony i ma długość 0,5–1 cm.
KwiatyZygomorficzne. Zebrane są po 2–8 w gronach. Mają purpurową barwę. Dorastają do 20 mm długości i 10 mm średnicy. Mają kształt wygiętej tubki. Są owłosione wewnątrz. Podsadki mają owalny kształt.

## Biologia i ekologia
Rośnie w lasach. Występuje na wysokości do 2500 m n.p.m. Kwitnie od kwietnia do czerwca.